# Maison Perez de Maluenda

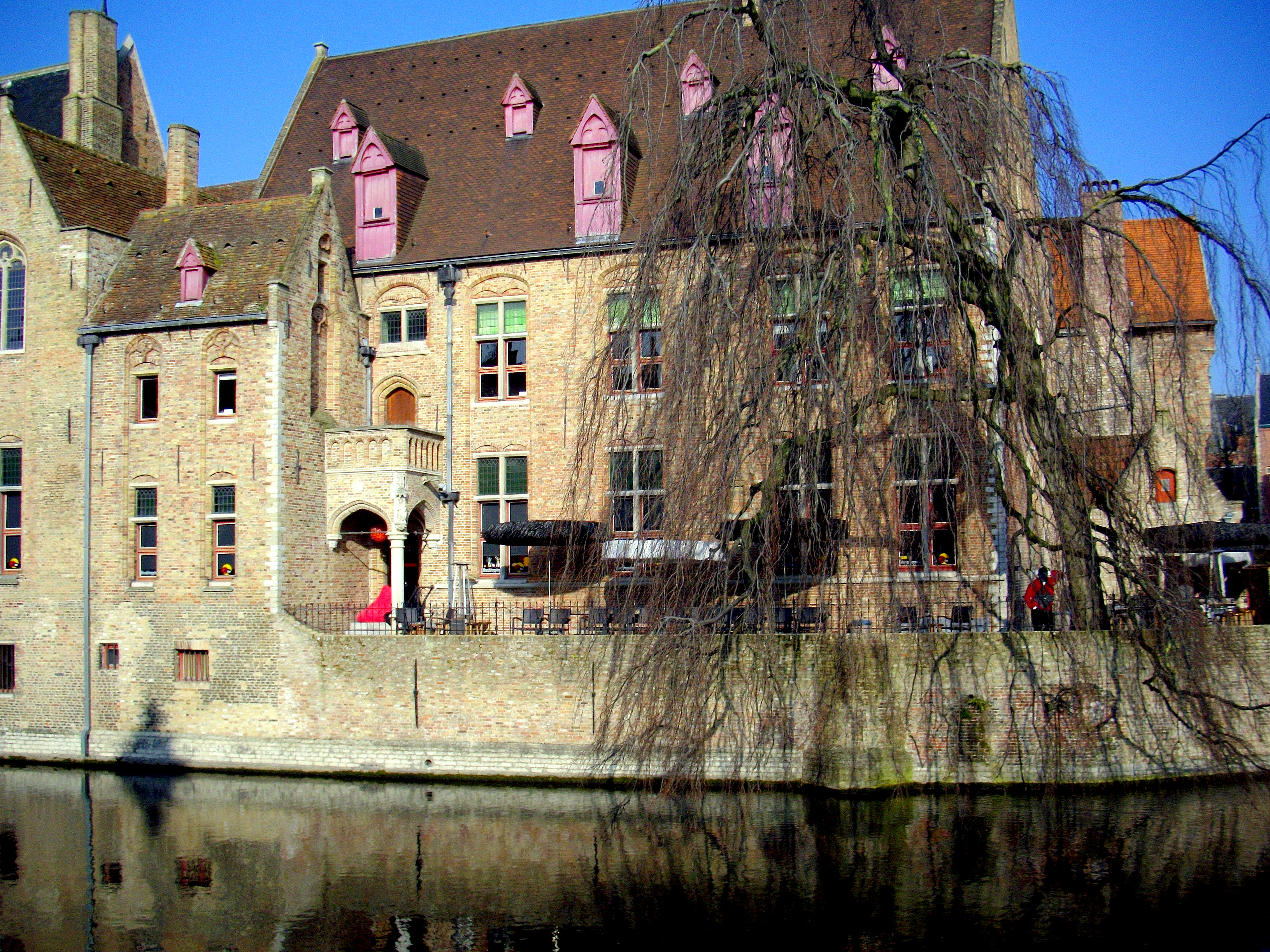
Maison Perez de Maluenda

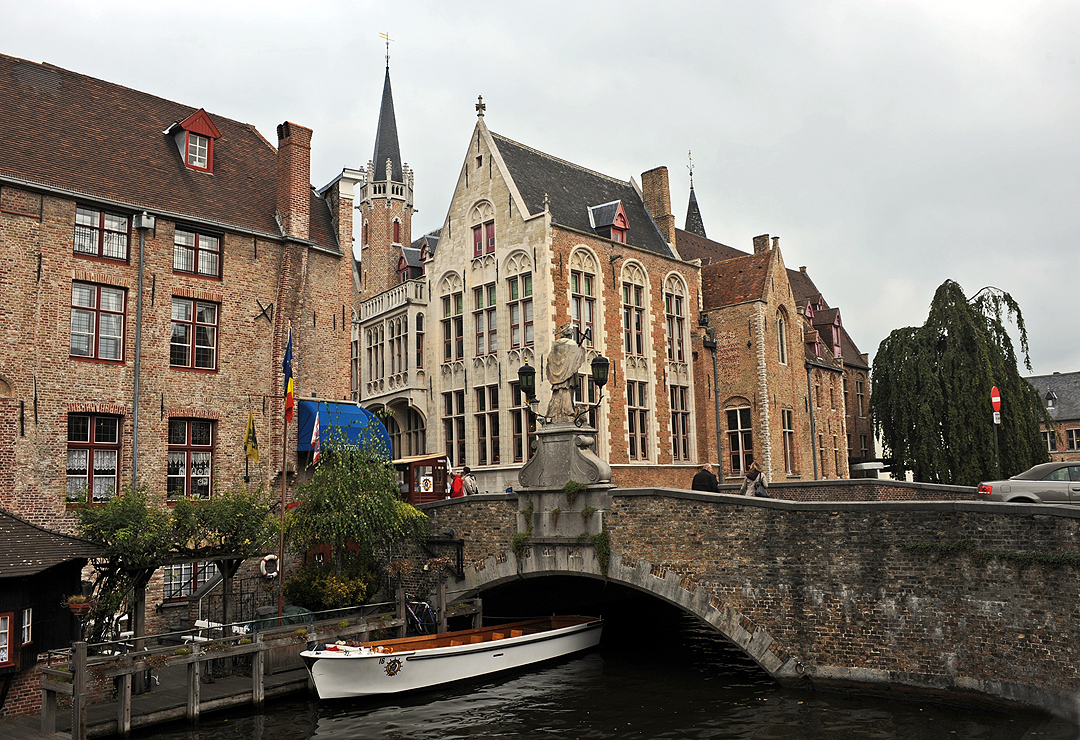
Vue sur le pont Népomucène

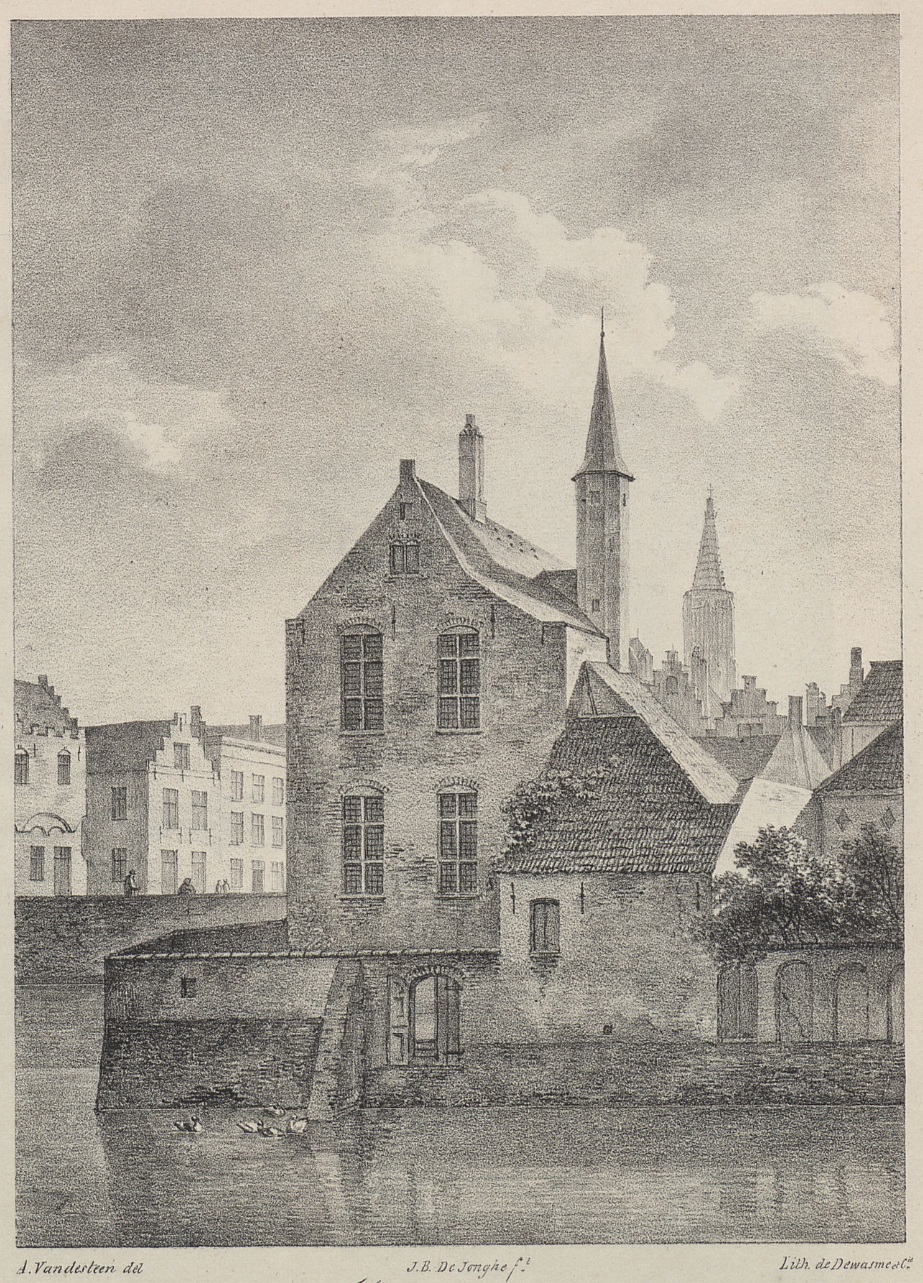
Vue historique, vue du nord

La maison Perez de Maluenda (en néerlandais Huis Perez de Malvenda) est une maison classée du centre historique de Bruges, en Belgique.

## Emplacement
Le bâtiment est situé du côté nord-est de la Wollestraat dans la partie sud de la vieille ville de Bruge. La maison est entourée sur deux côtés par le canal de Dijver, de sorte qu'elle se trouve dans un emplacement d'angle bien en vue. Le pont Népomucène enjambe le canal directement au sud-ouest de la maison.

## Histoire
La maison a été érigée en style gothique tardif au XVIIe siècle. En plus des briques, le grès a notamment été utilisé pour la façade côté rue. La pierre naturelle plus chère était une indication de la richesse du propriétaire. Le bâtiment a servi au moins en 1578 comme résidence du maire de Bruges et du noble espagnol Perez de Maluenda, d'où le nom de la maison. Pendant la guerre hispano-hollandaise, la relique du Saint-Sang de la Basilique du Saint-Sang était cachée dans la maison .
En 1823, la guérite gothique est dotée d'une façade de style néo-classique, et en 1878 une autre rénovation est réalisée dans le style néo-gothique. En 1906, des travaux de rénovation et d'embellissement ont eu lieu selon un projet de l'architecte brugeois J. Viérin. Les ouvertures des fenêtres ont également été modifiées. Un pavillon a été ajouté au jardin. Sur cet édifice se trouve une statue de la Vierge aux armoiries d'Alex Gillès de Pélichy. L'entrée de la maison a également reçu un style néo-gothique. Une chapelle de maison a également été construite.
Le bâtiment est depuis le 9 juillet 1974 désigné comme mémorial et classé au patrimoine architectural en septembre 2009.

## Littérature
- Bob Warnier, Bruges, Verlag Simon Sauer, Sinsheim 2017,  (ISBN 978-3-940391-35-3), page 40.

## Liens web
- Huis Perez de Malvenda (néerlandais) sur Onroerend Ervgoed
- Huis Perez de Malvenda (néerlandais) sur inventaris.onroerenderfgoed.be/aanduidingsobjecten